# Ratibor I

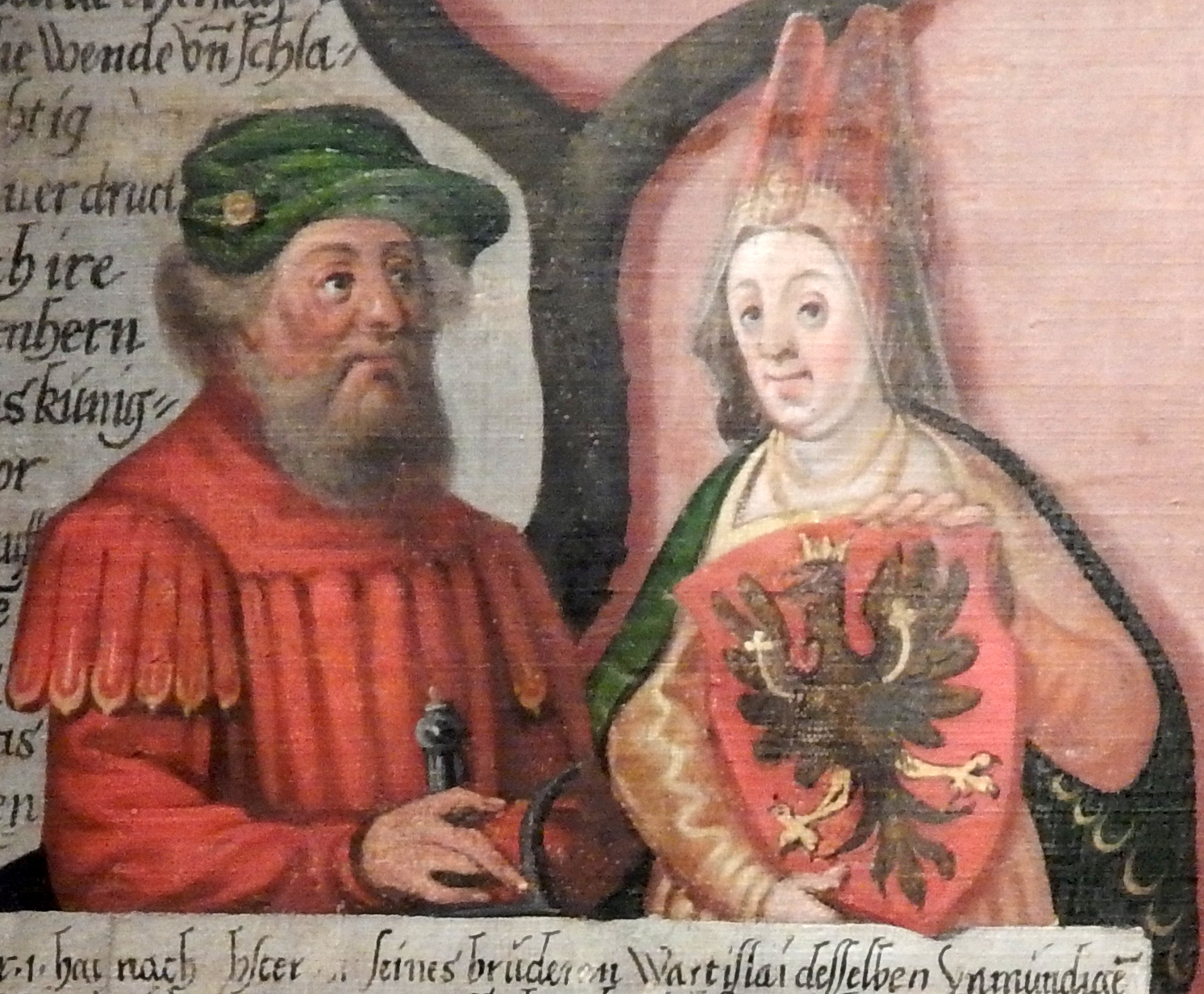
Ratibor I met zijn vrouw Pribislava, uit de Stamboom van de Greifen door Cornelius Krommeny, 1598.

Ratibor I (* onbekend; † 7 mei 1156 ) was een hertog van Pommeren uit het Huis Greifen. Hij regeerde ten tijde van de kerstening van Pommeren en is de stamvader van een zijlijn van het Huis Greifen, de Ratiboriden.

## Biografie
Ratibor I en zijn broer Wartislaw I († 1134/1148) zijn de eerste twee met zekerheid aantoonbare hertogen van Pommeren uit het Huis Greifen. Het is niet bekend wie hun vader was en in welk jaar Ratibor werd geboren.
Tijdens het leven van zijn broer Wartislaw stond hij in de voorgrond. De kerstening van Pommeren werd geïnitieerd onder Wartislaw. Wartislaw bekeerde zich zelf tot het christendom vóór 1124, de datum van Ratibors doop is niet bekend. Er wordt echter gemeld dat Ratibor in 1135 een succesvolle veldtocht naar Noorwegen ondernam en de stad Konungahella (tegenwoordig Kungälv, Zweden) plunderde.
Na de dood van zijn broer, die waarschijnlijk tussen 1134 en 1148 door een heiden werd vermoord, nam Ratibor I het bestuur in Pommeren over voor zijn zonen Bogislaw I en Casimir I
In 1147 bracht de Wendische Kruistocht Hendrik de Leeuw en de Saksische prinsen naar Pommeren. Vóór Stettin verzetten bisschop Adalbert van Pommeren en hertog Ratibor zich tegen de leiders van het Saksische leger en wezen erop dat Stettin en Pommeren het christendom al hadden geaccepteerd. In 1148 beleed Ratibor opnieuw zijn christelijk geloof voor Saksische vorsten in Havelberg en beloofde hij te zullen werken voor de verspreiding en verdediging van het christendom. In 1153 stichtte Ratibor het Klooster van Stolpe in Stolpe an der Peene, op de plek waar zijn broer Wartislaw I was vermoord en ter nagedachtenis aan hem een kerk was gebouwd.
Ratibor stierf op 7 mei 1156. Hij werd begraven in de Abdij van Grobe op het eiland Usedom (in 1309 naar Pudagla verhuisd).
Ratibor's neven Bogislaw I en Kasimir I namen daarna de macht over als hertogen van Pommeren. Aan de andere kant regeerden Ratibors eigen afstammelingen, ook wel de Ratiboriden-lijn genoemd, als prinsen in een kleiner gebied in Pommeren genaamd Land Schlawe of de Heerlijkheid Schlawe-Stolp.

## Huwelijk en nakomelingen
Ratibor I was getrouwd met Pribislawa (* onbekend; † na 1156), mogelijk een dochter van hertog Bolesław III van Polen was. Het huwelijk resulteerde in:
- Svantopolk
- Wartislaw
- Bogislaw van Schlawe
- Margaretha van Schlawe ⚭ Bernhard I, graaf van Ratzeburg († 1195)